# Léo Margarit
 (septembre 2019).
Léo Margarit, né le 1er novembre 1981, est un batteur français. 
Il est membre de Pain of Salvation. 

## Biographie
Né en 1981 dans le sud de la France au sein d'une famille de musiciens, Léo Margarit a commencé à jouer de la batterie à l'âge de 5 ans et est entré à l'école de musique locale à l'âge de 6 ans. Il s'installe à Montpellier à 14 ans pour étudier au Conservatoire National de Région où il obtient des diplômes de percussion classique, de formation musicale et de musique de chambre. Entre-temps, il a donné des concerts avec l'Orchestre Philharmonique National de Montpellier en France et en Europe. Plus tard, il rejoint le groupe français de métal extrême Zubrowska avec lequel il joue dans des festivals européens en 2007. Léo Margarit a officiellement été nommé à la fin de 2007 en tant que nouveau batteur de Pain of Salvation, un groupe suédois de rock / métal progressif basé en Suède. 

## Participations
- 2000 : Jean-Pierre Llabador – El Bobo
- 2002 : L-batt et Amikisun – Ewaka
- 2003 : Bernard Margarit – Notes de Voyages
- 2004 : Christophe Roncalli – XY
- 2005 : Guitariste.com – CD Concept
- 2007 : Zubrowska – 61
- 2008 : Tania Margarit – Elea
- 2008 : Christophe Roncalli – Je vous laisse le reste
- 2008 : Wardanz – Wardanz
- 2009 : Pain of Salvation - Linoleum, EP
- 2010 : Pain of Salvation - Road Salt One
- 2011 : For All We Know - For All We Know
- 2011 : Pain of Salvation - Road Salt Two
- 2013 : Sign - Hermd
- 2014: Pain of Salvation - Falling Home
- 2017: Pain of Salvation - In the Passing Light of Day
- 2020: Pain of Salvation - Panther